# Euryanassa fille de Pactole
Pour les articles homonymes, voir Euryanassa.
Dans la mythologie grecque, Euryanassa est la fille de Pactole, un fleuve qui charriait du sable d'or en Asie Mineure.
Elle aurait été l'épouse de Tantale. Ils auraient eu un fils Pélops, originaire d'Asie Mineure de Phrygie ou de Lydie. 